# Gmina Pishaj
Gmina Pishaj (alb. Komuna Pishaj) – gmina  położona w środkowej części Albanii. Administracyjnie należy do okręgu Gramsh w obwodzie Elbasan. W 2011 roku populacja gminy wynosiła 4906 w tym 2403 kobiety oraz 2503 mężczyzn, z czego Albańczycy stanowili 91,62% mieszkańców.
W skład gminy wchodzi dwadzieścia miejscowości: Pishaj, Trashovicë, Shemrizë, Ostenth, Gurrëz, Cerunjë, Çekin, Qerret, Koçaj, Vinë, Gramsh Fshat, Drizë, Cingar i Sipërm, Cingar i Poshtem, Galigat, Kotorr, Gjergjovinë, Stror, Liras, Tërvol.